# Cordially
「Cordially」（コージュアリー）は、2009年6月17日にリリースした田原俊彦の59作目のシングル。

## 背景
デビュー30周年記念シングルで、ちょうど30周年目に入る6月第3週に発売された。
本作と同時期に17年ぶりとなる自叙伝『職業＝田原俊彦』を出版した。

## 制作
作詞は松井五郎、作曲は都志見隆が担当した。2人は、デビュー10周年記念3作である「愛しすぎて」「ごめんよ 涙」「ひとりぼっちにしないから」をはじめ、20周年記念シングル「涙にさよならしないか」、25周年記念シングル「DANGAN LOVE-弾丸愛-」のカップリング曲である「連載小説」も含めて田原に楽曲提供している。

## リリース
2009年6月17日に、JVCエンタテインメントから発売された。

## 収録曲
| 全作詞: 松井五郎、全作曲: 都志見隆。 |                                          |          |            |          |
| #                                    | タイトル                                 | 作詞     | 作曲・編曲 | 編曲     |
| 1.                                   | 「Cordially」                            | 松井五郎 | 都志見隆   | h-wonder |
| 2.                                   | 「永遠の花を咲かせようか」               | 松井五郎 | 都志見隆   | 陶山隼   |
| 3.                                   | 「Cordially」(Instrumental)              | 松井五郎 | 都志見隆   |          |
| 4.                                   | 「永遠の花を咲かせようか」(Instrumental) | 松井五郎 | 都志見隆   |          |